# Kolsva IF Fotboll
Kolsva IF Fotboll (KIF) är en fotbollssektion inom Kolsva IF från Kolsva.
Klubben spelar sina hemmatcher på Varghedens IP i Kolsva och har genom åren spelat i vita tröjor hemma samt gula borta.
Kolsva IF fotbollssektion startades 1906. Som klubbmärke har man en bild som symboliserar 3 skorstenar med rök med färgerna vitt och svart med klubbens initialer KIF i botten av märkets insida.
Kolsva IF:s herrseniorlag spelar i Division 4 Västmanland säsongen 2014.

## Historia

### Grundandet
Vad man vet är att Kolsva Idrottsförening bildades 1906 genom det gemensamma intresset för idrott och då speciellt fotbollen som gjorde att en sammanslagning av två löst organiserade idrottsföreningar som hette Kolsva IF och Svea IF kunde genomföras.

### 1906-1950
1906 spelades de två första matcherna som dock slutade med förlust mot IFK Köping med 3-0, samt 2-0 mot IFK Västerås. 
1907 började tävlandet först på allvar, då klubben vann anslutning till Riksidrottsförbundet och därmed också Svenska Idrottsförbundet och Svenska Fotbollförbundet. Samma år spelade man ett mindre antal matcher och kunde mönstra både ett A- och B-lag.
1909 spelade laget för första gången inom DM, man lyckades vinna första matchen mot IFK Arboga med 3-2, men resterande av DM gick inte alls bra. Man fortsatte att spela i DM genom de åren, men utan några framgångar under de första åren.
1913 spelade KIF efter några år uppehåll igen, denna gång gick man med i Mellersta serien där laget slutade tvåa, vilket belönades med Västmanland-Närkes förbundsmedalj i brons.
1914 gick KIF med i den nystartade Hedströmmsserien, där man fick möta de lokala lagen runt just ån Hedströmmen.
Under första världskriget så var verksamheten inom Kolsva IF i stort sett nedlagt, men 1918 så tog man nya krafttag genom Lindor Rapp och ett 30-tal andra personer som bestämde sig för att återuppliva föreningen och fotbollen började sprudla av liv igen.
1923 kom första seriesegern i Hedströmmsserien.
Den 6 april, 1924 beslöt klubbledningen i ett möte att man skulle dela upp föreningen i tre sektioner, varav fotboll var en av dem.
1925 beslöt föreningen att man skulle utgå från Hedströmmsserien, för att istället gå med i Mälardalsserien som tyvärr blev mindre lyckat då man inte fick några framgångar där.
Genom åren så var man med i två ligor, Hedströmmens fotbollsserie som man vann 1923 för att sedan tacka nej till serien 1925 för att gå med i en annan serie, Mälardalsserien som laget var mindre lyckosam i.
1927 fattade man beslut om inträde i den förbundsadministrerade fotbollsserien Division 4 till säsongen 1927/1928 (höst/vår) och detta fick som följdverkan att Kolsva så småningom fick en riktig idrottsplats. Redan säsongen därpå (1928-1929) spelade KIF i Division 3 genom en serieomläggning och att bli tvåa efter Tunafors SK i Division 4 spelade en stor roll till avancemanget.
Säsongen 1930/1931 blev KIF degraderade till Division 4 och det tog fem år för laget att avancera, vilket så skedde säsongen 1935/1936 då KIF lyckades vinna Division 4 och kvalificerade sig via vinster med 1 - 0 och 3 - 0 över Västerås IK till Division 3.
Laget lyckades hålla sig kvar i Division 3 under resten av 1930-talet, dock med dåliga placeringar och endast en tredjeplats som bästa notering säsongen 1939/1940.
Hade säsongerna i Division 3 gått dåligt under 1930-talet så skulle det inte ändras något under 1940-talet.
Säsongen 1944/1945 lyckades Kolsva IF placera sig på en tredjeplats i Division 3, detta till trots att många äldre slutat och andra hade det svårt att komma igång på våren, då flera onödiga nederlag noterades.
Till säsongen 1947/1948 blev KIF placerade i Division 4 genom en serieomläggning, men laget lyckades avancera till Division 3 redan till säsong 1949/1950 genom en gratisplats.

### 1951-2000
Kolsva IF spelade i Division 3 mellan säsongerna 1949/1950 - 1951/1952, men genom en serieomläggning så blev laget oturligt nog placerade i Division 4 igen och där skulle man stanna ett bra tag.
1958 så blev det omläggning av fotbollsserien som medförde spel vår/höst. Rent idrottsligt gav året en stor framgång för fotbollslaget som blev distriktsmästare för första och sista gången och till det så blev KIF trea i Division 4 Västmanland.
1960 hamnade man på en elfteplacering i Division 4 och en degradering till Division 5 var oundviklig då man endast hade vunnit tre av tjugo matcher.
1962 Var ett mer lyckosamt år, Kolsva IF lyckades vann Division 5 för att avancera till Division 4 och lagets forward Lennart Svensson uttogs till ungdomslandslaget i fotboll. Svensson noterades för bland annat ha gjort ett mål vardera mot både Danmark och Finland. Han blev därmed klubbens första landslagsman i fotboll.
Resterande av 1960 - 2000-talet har varit en bergochdalbana för Kolsva IF i seriesystemet, då man pendlat mellan Division 4 och Division 5 fram och tillbaka med få års mellanrum. I stort sett så hände inget speciellt under dessa årtionden, förutom några topplaceringar som ledde till avancemang till Division 4.

### 2000-2014
Under 2000-talet så har Kolsva IF varit ett stabilt mellanlag Division 4 lag, förutom för en kort sejour i Division 5 säsongen 2007. Sedan dess har man spelat i Division 4 sedan säsongen 2008 fram till dagsläget.
Inför säsongen 2014 hade KIF förlorat flera tongivande spelare, men detta till trots så är man med bra i serien.

## Damlag
Kolsva IF har periodvis haft ett damlag mellan åren 1976-2013. Inför säsongen 2014 valde man att lägga ner damlaget och de flesta av spelarna övergick till Forsby FF:s Damlag.

## Ungdomsverksamhet
Kolsva IF driver en anrik ungdomsverksamhet som har vunnit många pokalserier sedan verksamhetens start på 1910-talet. 

## Spelarprofiler
- Björn Pettersson
- Jan Erik Karlsson
- Leif Thell
- Lennart Svensson

### Bokkällor
- Arvidsson, Lennart (1981). Kolsva Idrottsförening 1906 - 1981, Jubileumskrift 75 år. Skriven 1981. Läst 2014-04-23.

### Webbkällor
- Everysport - Division 4 och 5 tabeller
- Magazin24 - Artiklar om Kolsva IF